# Josep Maria Mallol Suazo
Josep Maria Mallol i Suazo (Barcelona, 1910 - Barcelona, 1986) és un pintor molt reconegut a qui la crítica assenyalava com un dels noms cabdals de la pintura no avantguardista de postguerra. Cal tenir en compte que la crítica dels vuitanta donava poca rellevància a tot allò que no fossin avantguardes. No obstant això, encara que des de finals dels seixanta l'obra de Mallol tenia poca ressonància pública, els diaris de Barcelona van donar gran notorietat a la mort de l'artista a 1986, explica el seu biògraf Francesc Miralles Bofarull, qui en el seu llibre sobre el mestre Mallol Suazo reivindica que la història de l'art contemporani ha rebutjat, en nom de les avantguardes, una part de la creació artística. No és que les tendències academicistes, realistes o burgeses hagin estat menystingudes, sinó que han estat esborrades de la història, diu Miralles.
Abans de dedicar-se a la pintura de forma definitiva i en un inici de la seva carrera signà dibuixos humorístics amb el pseudònim de Lollam.
Es formà a l'Escola de la Llotja amb Fèlix Mestres com a professor de dibuix i Ramon Calsina de pintura. Col·laborà realitzant dibuixos humorístics a Virolet, L'Esquitx o En Patufet on el seu germà Lluís també hi dibuixà.
Exposà a la Sala Parés i a altres sales de Barcelona, d'Espanya així com a diferents ciutats europees i americanes. Visqué a l'estranger algunes temporades, concretament a Itàlia i Brasil. Fou guardonat amb diversos premis i medalles: el primer, a l'Exposició de Primavera del 1936; el premi Nonell el 1939; les exposicions de Belles Arts de Barcelona de 1942 (on obtingué el diploma de tercera classe amb l'obra La lectura) i 1944; el concurs de Montserrat de 1947 i a la Bienal Hispano Americana de Madrid de 1951, any en què deixà de participar en concursos i exposicions oficials.
Destaquen els quadres de paisatge i figura femenina pel domini tècnic i per la seva desimboltura inicial.

## Obres
- c. 1930, La lectura. Oli sobre tela, 73 x 60 cm
- 1946, Retrat de dona. Oli sobre tela, 60 x 50 cm
- 1949, Interior d'Eivissa. Oli sobre tela
- 1951, Figura en interior. Oli sobre tela. Premi extraordinari de la Primera Biennal Hispano-Americana, 1951.
- 1958, Dues nenes italianes. Oli sobre tela